# Marianen-Fruchttaube
Die Marianen-Fruchttaube (Ptilinopus roseicapilla), auch Rosenkopf-Fruchttaube genannt, ist eine Art der Taubenvögel, die zu den Flaumfußtauben zählt. Es ist eine kleine, kompakt gebaute und überwiegend grün gefiederte Art, die auf einer Inselgruppe in Mikronesien vorkommt.
Die Bestandssituation der Marianen-Fruchttaube wird mit stark gefährdet (endangered) angegeben. Es werden keine Unterarten unterschieden.

## Erscheinungsbild
Die Marianen-Fruchttaube erreicht eine Körperlänge von 22 bis 24 Zentimeter, wovon 6,7 bis 7,9 Zentimeter auf den Schwanz entfallen. Die Flügellänge beträgt 12,3 bis 12,6 Zentimeter. Der Schnabel ist 1,3 Zentimeter lang. Das Gewicht beträgt durchschnittlich 92 Gramm. Es besteht nur ein sehr geringer Geschlechtsdimorphismus. Die Weibchen sind lediglich etwas matter gefärbt.

### Adulte Marianen-Fruchttauben

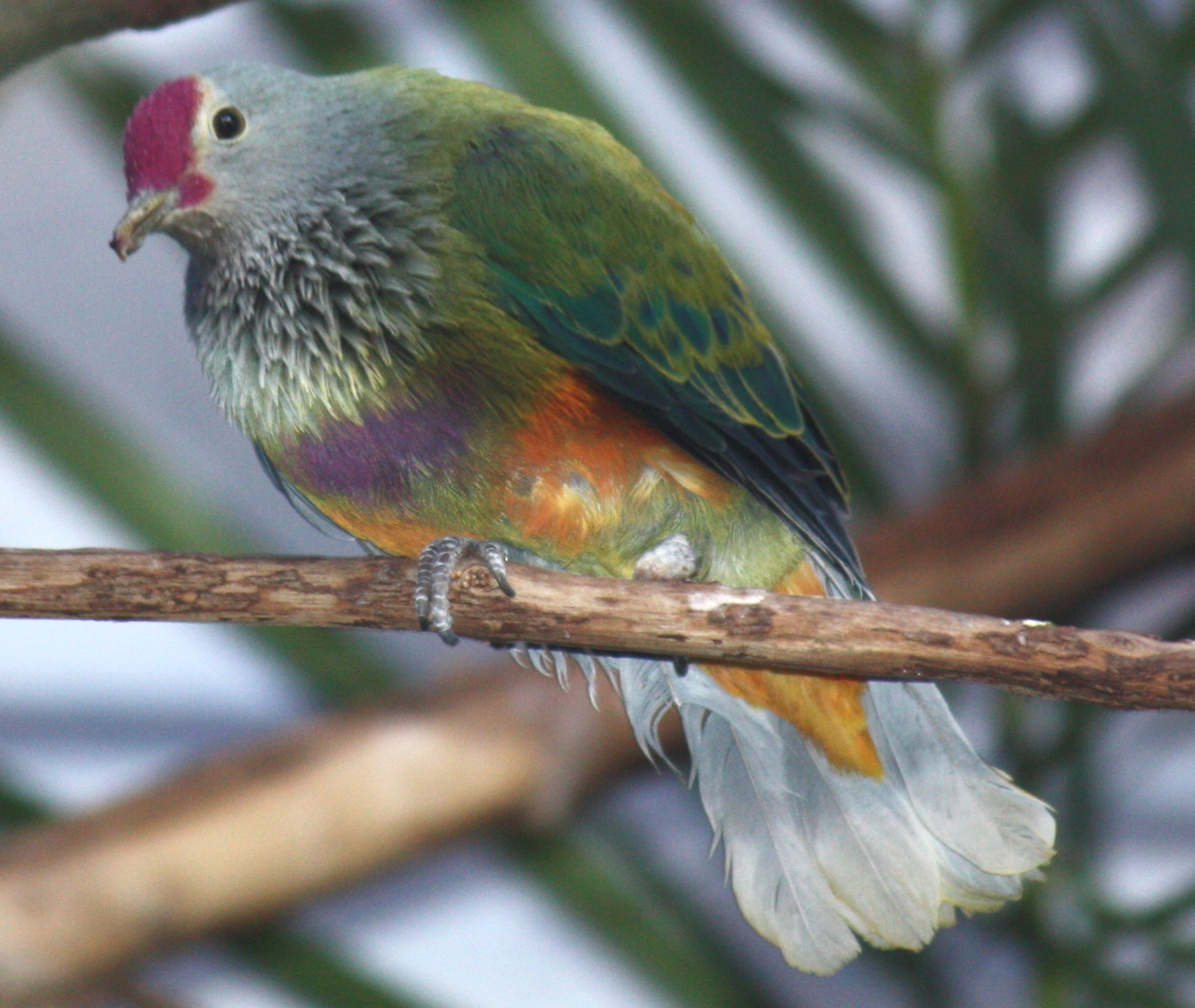
Marianen-Fruchttaube, Louisville Zoo

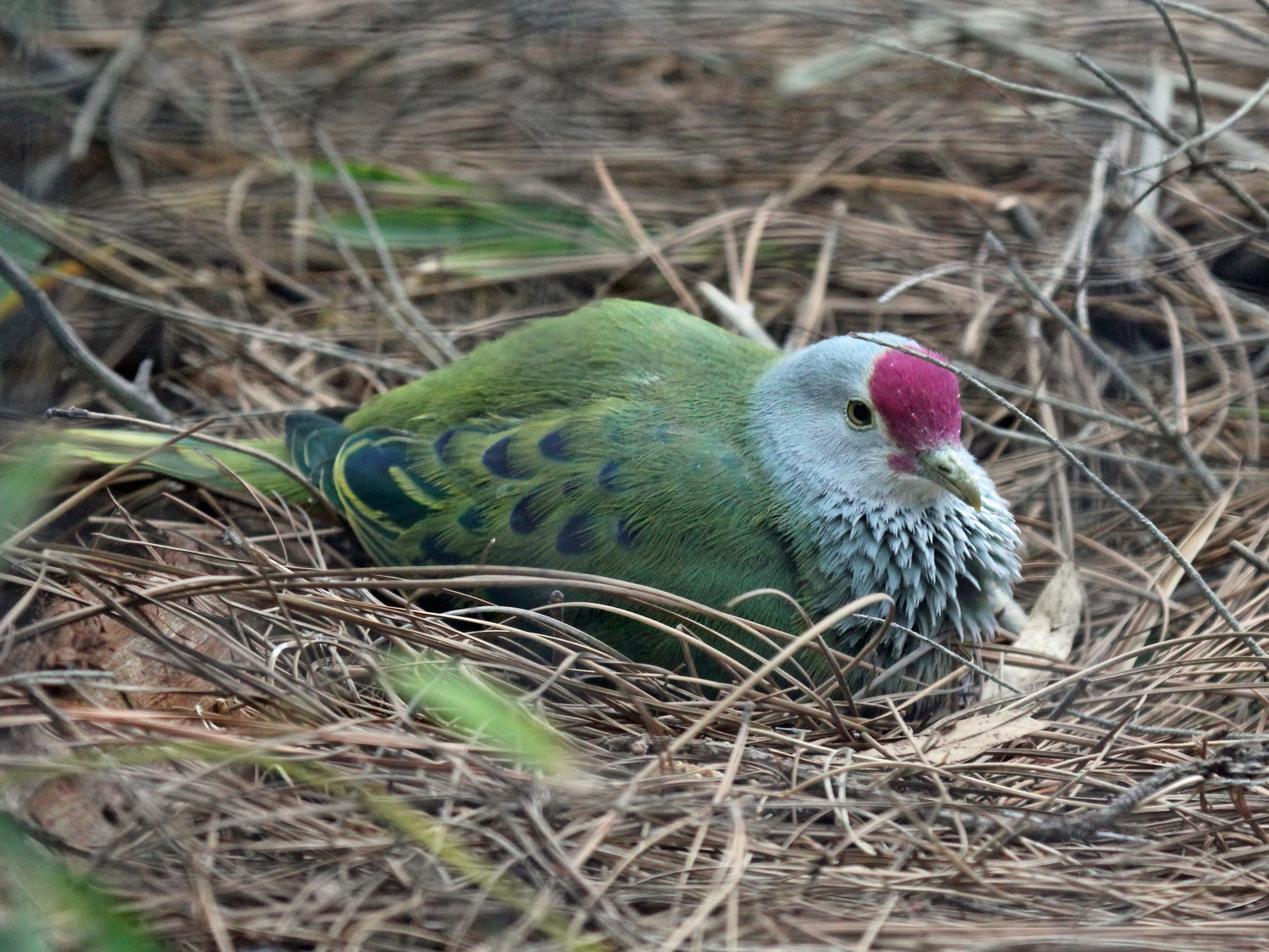
Marianen-Fruchttaube, San Diego Zoo

Die Stirn, die Zügel und die Krone sind rosarot und von einer schmalen, blassgelben Linie umfasst, die vom Auge bis in den Nacken läuft. Der Nacken und der Hals sind grau-olivfarben. Der Mantel und die kleinen Flügeldecken sind dunkel olivfarben, die großen Flügeldecken sind dunkel blaugrün und olivbraun oder matt gelb gesäumt. Die Arm- und Handschwingen sind schwarz, die Außenfahnen haben dabei einen dunkelgrünen Schimmer und die Federspitzen sowie die Außenfahnen sind schmal gelb gesäumt. Der Rücken ist bis zu den Oberschwanzdecken olivgrün, das Schwanzgefieder ist auf der Oberseite dunkelgrün mit einem auffälligen blassgrauen Endband.
Das Kinn und die Kehle sind grauweiß mit einem leicht gelblichen Schimmer, die Ohrdecken sind mattgrau. Die Brustfedern sind am Ende zweigeteilt, sie sind grün mit breiten aschgrauen Spitzen. Auf der unteren Brust ist das Gefieder dunkelgrün mit einem dunkel violetten Fleck in der Mitte. Die Bauchseiten sind orangebraun, die Bauchmitte, die Flanken und die Schenkel sind olivgrün. Die Läufe sind etwa zur Hälfte befiedert, die Federn sind dunkelgrün mit gelben Spitzen. Der Bürzel ist gelb, die Unterschwanzdecken orange und das Schwanzgefieder ist auf der Unterseite grau mit blasseren Spitzen. Die Iris ist gelb, der Schnabel ist dunkelgrün, die Füße sind dunkelrot.

### Jungvögel
Die Jungvögel sind zunächst vollständig grün gefiedert, lediglich auf der Stirn befindet sich ein rosaroter Fleck. Die Flügeldecken sind breit gelb gesät. Das Brustgefieder ist noch nicht am Ende zweigeteilt und hat blassgelbe Säume. Jungvögel tragen dieses Gefieder nicht sehr lange und mausern bald in das Federkleid der adulten Vögel.

## Stimme
Der Ruf ist eine langgezogene, klagend wirkende Serie von cooo, cooo, cooo, cooo-cut cucucucucu coo coo coo coo coo coo coo, die langsam beginnt, dann schnell wird und zum Ende wieder langsam wird.

## Verbreitungsgebiet und Lebensraum
Die Marianen-Fruchttaube kommt ausschließlich auf den Marianen vor, einer Inselgruppe im Westpazifik (Ozeanien), die geographisch der Inselregion Mikronesien zugeordnet wird. Sie besiedelt hier die Inseln Guam, Rota. Aguijan, Tinian und Saipan.
Der Lebensraum der Marianen-Fruchttaube sind die für die Inseln typischen Waldformen. Sie kam früher auch in Mangroven vor und akzeptiert auch Sekundärwald.

## Lebensweise

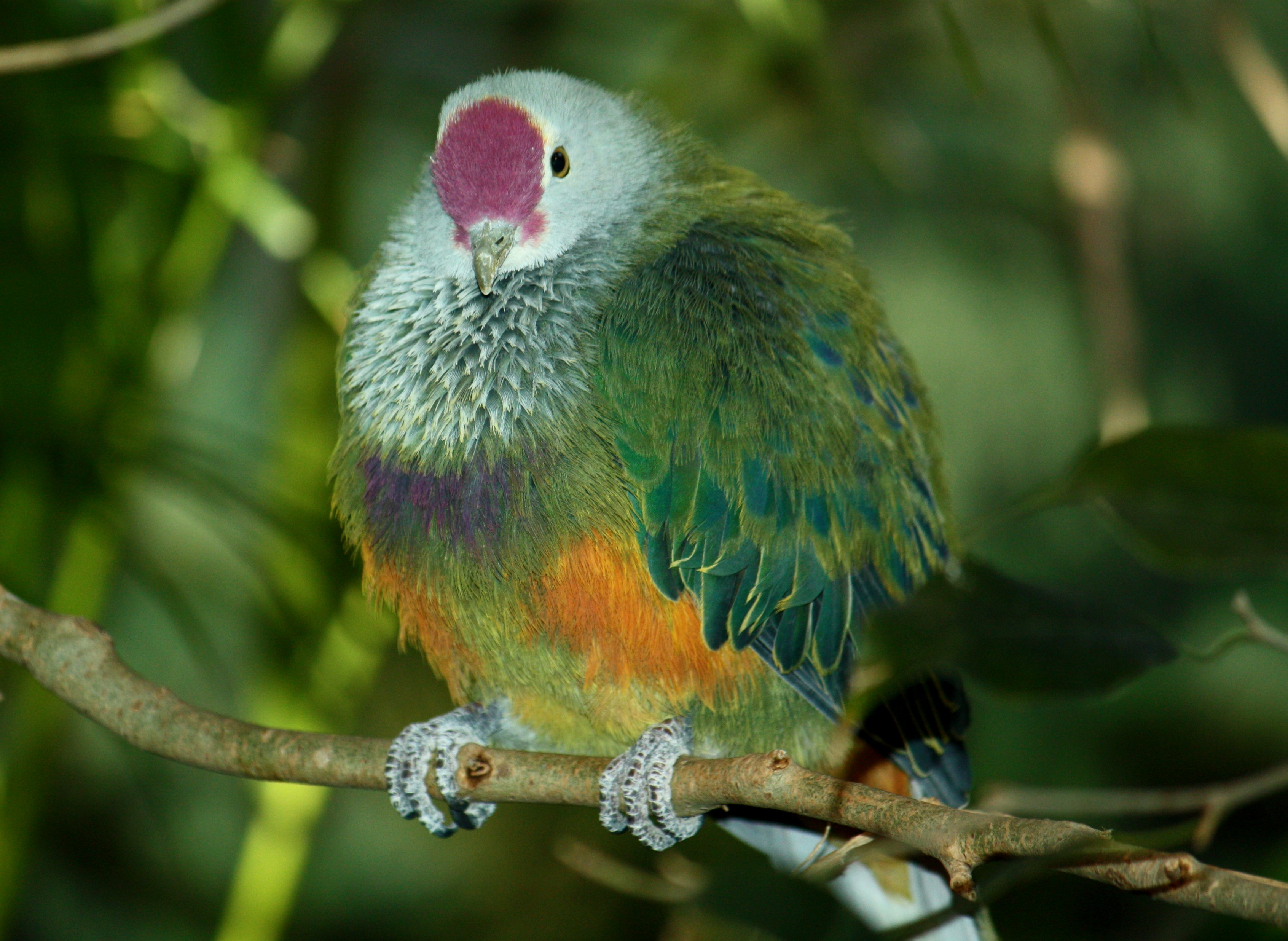
Marinen-Fruchttaube mit gesträubtem Gefieder, Louisville Zoo

Die Marianen-Fruchttaube lebt einzelgängerisch oder paarweise, sie schließt sich nur selten zu kleinen Trupps zusammen. Zu Ansammlungen von mehreren Individuen kann es jedoch in fruchttragenden Bäumen kommen. Grundsätzlich ist sie ein sehr scheuer Vogel, der sich bei Gefahr in das dichte Blätterwerk von Bäumen zurückzieht und dort regungslos verharrt.
Die Marianen-Fruchttaube frisst Früchte und Beeren, die sie direkt von den Ästen pickt. Sie hält sich gewöhnlich im oberen Baumkronenbereich oder tief im Inneren der Baumkrone auf. Sie kommt allerdings auch auf den Boden, um dort die Früchte der Bittermelone zu fressen. Vermutlich kann die Marianen-Fruchttaube ganzjährig zur Brut schreiten, bis zum Jahre 2001 waren für die Monate Dezember und Februar jedoch keine aktiven Nester nachgewiesen. Das Nest ist eine taubentypisch lockere Plattform aus Ästen und Zweigen, die ein bis sieben Meter über dem Erdboden errichtet wird. Das Gelege umfasst ein einzelnes Ei.